# Waterlopers
Waterlopers (Hydrometridae) zijn een familie van de insecten die behoren tot de orde van de halfvleugeligen (Hemiptera). De groep werd voor het eerst wetenschappelijk beschreven door Gustav Johan Billberg in 1820.

## Uiterlijke kenmerken
Het smalle lichaam draagt een langwerpige kop met uitpuilende ogen. De meeste soorten zijn vleugelloos of hebben kleine vleugels. Ze hebben zeer dunne poten. De lichaamslengte varieert van 0,3 tot 2,2 cm.

## Leefwijze
Deze op het wateroppervlak levende insecten verplaatsen zich langzaam en besluipen hun prooi, die ze aan de spitse zuigsnuit spietsen en leegzuigen. Hun voorkeur gaat uit naar dode of stervende prooien. Ze vinden hun prooi door middel van vibraties op het wateroppervlak. Waterlopers zijn te verwarren met andere op het water levende wantsen zoals schaatsenrijders (Gerridae), maar de waterlopers zijn in vergelijking met deze dieren erg langzaam.

## Verspreiding en leefgebied
Deze familie komt wereldwijd voor op stilstaande wateren en drijvende planten.

## Taxonomie
De familie bestaat uit 119 soorten, verdeeld over twintig geslachten in drie subfamilies:
- Heterocleptinae Villiers, 1948 , bestaande uit vier geslachten die in de tropen voorkomen:
  - Alavametra Sánchez-García and Nel in Sánchez-García et al., 2016
  - Carinametra Andersen and Grimaldi, 2001
  - Heterocleptes Villiers, 1948
  - Veliometra Andersen, 1977
- Hydrometrinae Billberg, 1820. Deze is het meest verspreid over de wereld en komt het meest voor
  - Bacillometra Esaki, 1927
  - Bacillometroides J. Polhemus and D. Polhemus, 2010
  - Burmametra Huang et al., 2015
  - Cephalometra D. Polhemus and Ferreira, 2018
  - Chaetometra Hungerford, 1950
  - Christometra Pêgas, Leal and Damgaard, 2017
  - Cretaceometra Nel and Popov, 2000
  - Dolichocephalometra Hungerford, 1939
  - Eocenometra Andersen, 1982
  - Hydrometra Latreille, 1797
  - Incertametra Perez Goodwyn, 2002
  - Limnacis Germar in Germar and Berendt, 1856
  - Metrocephala Popov, 1996
  - Protobacillometra Nel and Paicheler, 1993
  - Spelaeometra D. Polhemus and Ferreira, 2018
- Limnobatodinae Esaki, 1927. Dit omvat slechts één geslacht dat in Midden-Amerika voorkomt:
  - Limnobatodes Hussey, 1925

## In Nederland waargenomen soorten
- Genus: Hydrometra
  - Hydrometra gracilenta - (Kleine vijverloper)
  - Hydrometra stagnorum - (Gewone vijverloper)